# Roberto Mazzoleni
Roberto Mazzoleni (* 29. März 1964 in Alzano Lombardo) ist ein ehemaliger italienischer Leichtathlet, der sich auf den 400-Meter-Lauf spezialisiert hat. Mit der italienischen 4-mal-400-Meter-Staffel gewann er 1995 die Silbermedaille bei den Hallenweltmeisterschaften Barcelona.

## Sportliche Laufbahn
Roberto Mazzolenis einziger internationaler Wettkampf waren die Hallenweltmeisterschaften 1995 in Barcelona, bei denen er mit der italienischen 4-mal-400-Meter-Staffel in 3:09,12 min gemeinsam mit Fabio Grossi, Andrea Nuti und Ashraf Saber die Silbermedaille hinter dem US-amerikanischen Team gewann.